# Opera Rara
Opera Rara ist eine britische Gesellschaft, die sich der Aufführung vergessener Opern von Giacomo Meyerbeer, Gaetano Donizetti und anderer Belcanto-Komponisten widmet.

## Geschichte
Patric Schmid und Don White, zwei Amerikaner, gründeten das Unternehmen 1970 in London. Über viele Jahre hinweg wurde die Opera Rara durch die „Peter Moores Foundation“ unterstützt. 1972 realisierte die Opera Rara als erstes Projekt die Aufführung von Giacomo Meyerbeers Oper Il crociato in Egitto. 1977 erschien mit Gaetano Donizettis Ugo, conte di Parigi die erste Schallplattenaufnahme der Gesellschaft.
Die Aufnahmen, zunächst vornehmlich gedacht die Aufführungen der Opern zu bewerben, wurden unter Opernfreunden weltweit akzeptiert und gekauft. Inzwischen brachte das Label zahlreiche Ersteinspielungen heraus, darunter Werke von Saverio Mercadante, Giovanni Pacini, Jacques Offenbach, Giovanni Simone Mayr, Vincenzo Bellini, Gioacchino Rossini, Federico Ricci, Ferdinando Paër sowie Einspielungen der Urfassungen diverser Opern von Giuseppe Verdi. 
2018 führte Opera Rara nach 180 Jahren ihrer Entstehung Donizettis Oper L’ange de Nisida erstmals auf.

## Künstler
Sowohl die Aufführungen als auch die Aufnahmen wurden zum Teil mit namhaften Solisten wie Renée Fleming, Jane Eaglen oder Vesselina Kasarova besetzt. Mit vielen Künstlern, darunter Yvonne Kenny, Della Jones, Diana Montague, Nelly Miricioiu, Jennifer Larmore, Carmen Giannattasio, Bruce Ford, Christian du Plessis, Alastair Miles entwickelte sich eine dauerhafte Zusammenarbeit. Zu den Dirigenten der Opera-Rara-Projekte gehören u. a. David Parry, Alun Francis, James Judd und Charles Mackerras. Von 2011 bis 2019 war der Dirigent Mark Elder der künstlerische Leiter der Opera Rara. Seit 2019 hat der Dirigent Carlo Rizzi diese Position inne.